# Девід Нволокор
Девід Семюел Нволокор (англ. David Samuel Nwolokor, нар. 10 січня 1996, Порт-Гаркорт) — нігерійський футболіст, воротар «Рієки».

## Кар'єра
Народившись в Порт-Гаркорті, він був одним із кількох гравців, які перейшли з нігерійської Академії футболу Абуджі в хорватську «Рієку» у середині 2013 року. У липні 2014 року він підписав дворічний контракт з командою.
У своєму першому сезоні в клубі він грав за «Рієку II» у хорватській Третій лізі. На початку 2015 року він був у заявці першої команди у п'яти матчах Першої ліги, але на поле так і не вийшов.
У липні 2015 року, «Рієка» віддала нігерійця в оренду на сезон у «Шибеник» з Другої ліги, після чого також на правах оренди грав за «Вітез» у Прем'єр-лізі Боснії та Герцеговини та «Середь» у вищому дивізіоні Словаччині.